# 스키 크로스

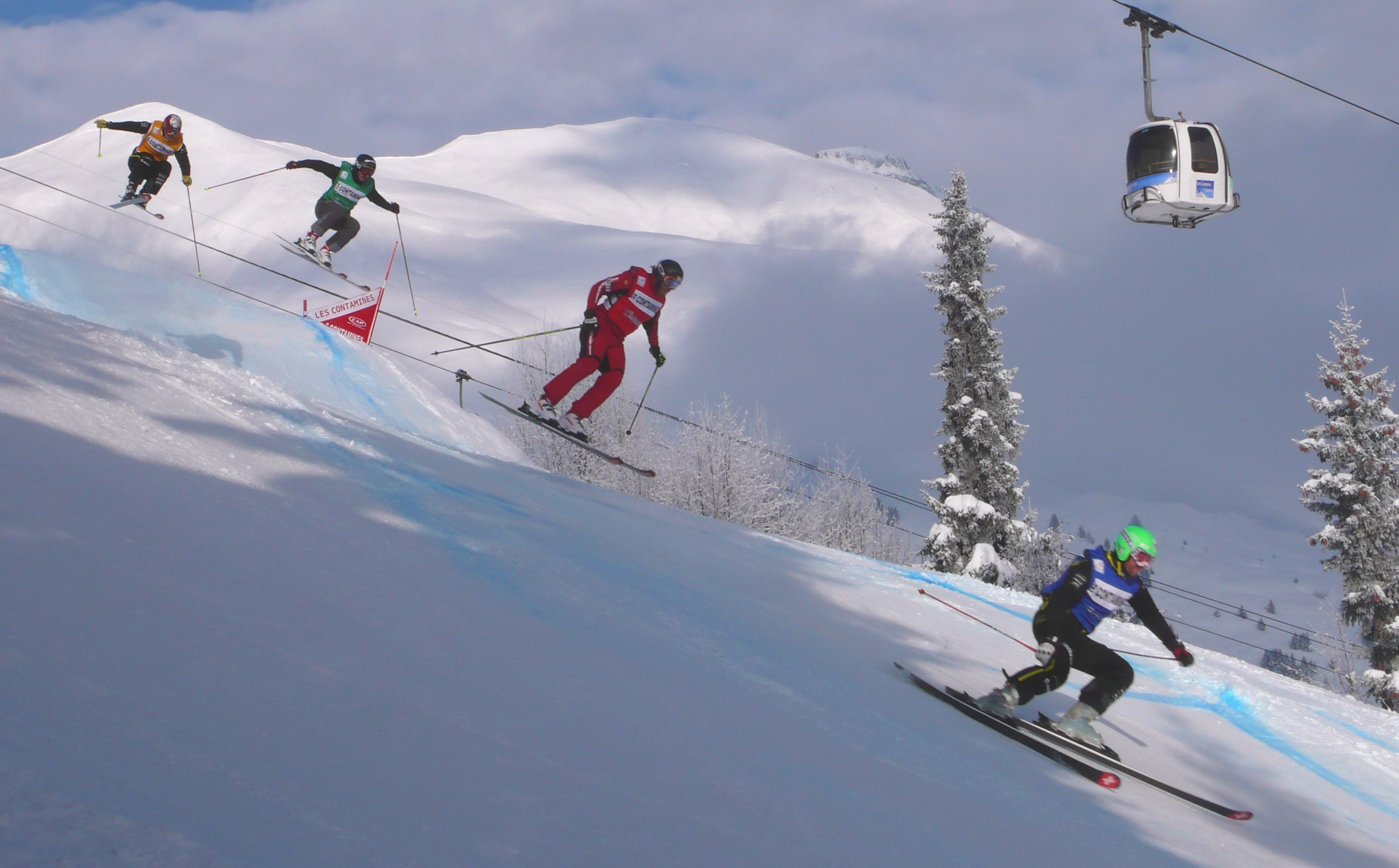
스키 크로스

스키 크로스(영어: Ski cross)는 프리스타일 스키 경기 중 하나이다.

## 같이 보기
- 올림픽 프리스타일 메달리스트 목록
- 스노보드 크로스